# Johan Zetterstrand
Johan Zetterstrand, född 5 december 1801 i Norrköping, död 29 december 1876 i Örberga, Östergötlands län, var en svensk präst och tecknare.

## Biografi
Zetterstrand föddes 1801 i Norrköping. Han var son till skräddaråldermannen Gottfrid Zetterstrand och Anna Maria Appelgren. Hösten 1822 blev Zetterstrand student vid Uppsala universitet. Han prästvigdes 9 december 1827. Han blev 18 mars 1844 komminister i Kärna församling, men tillträdde först 1847. Zetterstrand tog pastoralexamen 11 december 1845. 1847-1849 var han också vice pastor. Den 2 januari 1849 blev han komminister Norrköpings S:t Olai församling. Zetterstrand blev slutligen kyrkoherde 2 december 1861 i Örberga församling, han tillträdde 1864. Han var även kontraktsprost 30 november 1870 till 23 februari 1876 i Dals kontrakt.  Zetterstrand avled 1876 i Örberga. En minnesvård över honom finns i Örberga.
Vid sidan av sitt arbete var han verksam som tecknare och ett porträtt av hans far återutgavs i Edward Ringborgs bok Konterfejer förbundna med minnen vid Norrköping och Norrköpingsbygd 1929. 

### Familj
Zetterstrand gifte sig 24 maj 1847 med Charlotta Emilia Groth (1810-1866). Hon var dotter till boktryckaren Pehr Henric Groth och Sophia Charlotta Ekbom i Linköping. De fick tillsammans barnen stationsinspektoren Robert Zetterstrand (1848–1925) i Bärcke och juristen och politikern Theodor Zetterstrand (1852–1922) i Norrköping.